# Libby Pataki
Libby Pataki (* 17. listopadu 1950, jako Elizabeth Rowland) je manželka bývalého guvernéra státu New York George Patakiho.
S manželem, kterého si vzala v roce 1973, mají čtyři děti: Emily, Teddy, Allison, a Owen.
Spolu s Natanem Šaranským a dalšími založila proizraelský institut One Jerusalem, který podporuje připojení Východního Jeruzaléma.